# 富田林市立総合スポーツ公園
富田林市立総合スポーツ公園（とんだばやししりつそうごうスポーツこうえん）は、大阪府富田林市大字佐備にある運動公園である。面積13.65 ha。1994年（平成6年）6月にオープンした。

## 施設
- 多目的競技場 - クレー塗装、面積：18,588平方メートル
  - メインスタンド1,500人収容、芝生スタンド2,000人収容
- テニスコート - 砂入り人工芝8面、ナイター設備 
  - 芝生スタンド（6面）300人収容、スタンド（2面）100人収容
  - クラブハウス
- 野球場（富田林バファローズスタジアム） - 両翼95 m、センター120 m、ナイター設備
  - メインスタンド1,000人収容、芝生スタンド1,500人収容
- ゲートボール場 - クレイコート3面
- わんぱく広場 - 子供向け遊具、展望台
- 無料駐車場 – 200台

## 交通アクセス
- 近鉄長野線 富田林駅から、金剛バス東條線、「スポーツ公園前」（土日祝のみ運行）下車すぐ

- 西名阪自動車道藤井寺ICから、国道170号（大阪外環状線）･大阪府道201号甘南備川向線で約30分。
- 阪和自動車道堺IC･堺ICから、国道309号･大阪府道201号甘南備川向線で約20分。
- 阪神高速14号松原線三宅ICから、国道309号･大阪府道201号甘南備川向線で約30分。